# 다불로
다불로(Dabul-ro)는 대한민국의 경상북도 경주시 용강동 승삼네거리에서 시작하여, 동천동을 거쳐 연결하는 도로이다.

## 노선 경로
- 유림로13번길 직결 (황성 방향)
  - 승삼네거리 - 산업로 (국도 제7호선)
  - 네거리 명칭 미상 - 산업로
- 초당길15번길 직결 (동천 방향)

## 같이 보기
- 경주국립공원 소금강지구 (소금강산)
- 구곡저수지